# Carlos Maia Pinto
Carlos Henriques da Silva Maia Pinto (* 5. Juni 1886 in Porto; † 2. November 1932) war ein portugiesischer Politiker und Premierminister (Presidente do Conselho de Ministros) während der Ersten Republik.

## Leben
Am 19. Oktober 1921 wurde er von Premierminister Manuel Maria Coelho zum Minister für die Kolonien in dessen Kabinett berufen.
Wenige Tage später wurde er am 5. November 1921 als Nachfolger von Coelho dann selbst zum Premierminister (Presidente do Conselho de Ministros) ernannt. Wie viele andere Premierminister der Ersten Republik war seine Amtszeit jedoch sehr kurz. Bereits am 16. Dezember 1921 übergab er die Regierungsgeschäfte an Francisco Pinto da Cunha Leal. Während seiner Amtszeit übernahm er zusätzlich das Amt des Innenministers.